# Bahnhof Highbury & Islington

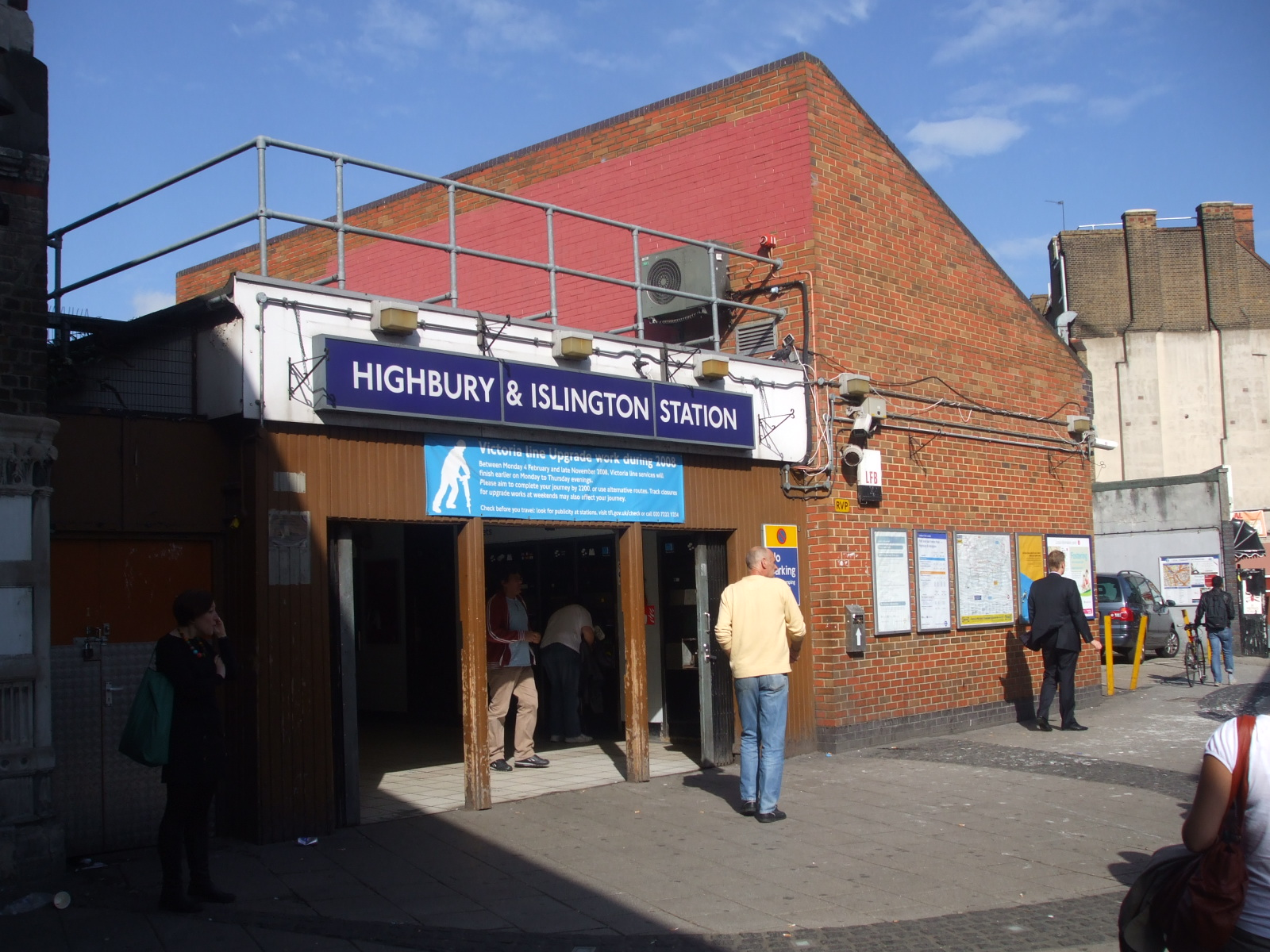
Bahnhofsgebäude

Highbury & Islington ist ein Bahnhof im Stadtbezirk London Borough of Islington. Er liegt in der Travelcard-Tarifzone 2 an der Kreuzung von vier Hauptstraßen. Im Jahr 2013 nutzten ihn 18,13 Millionen U-Bahn-Fahrgäste, hinzu kommen 14,695 Millionen Fahrgäste der Eisenbahn.

## Anlage

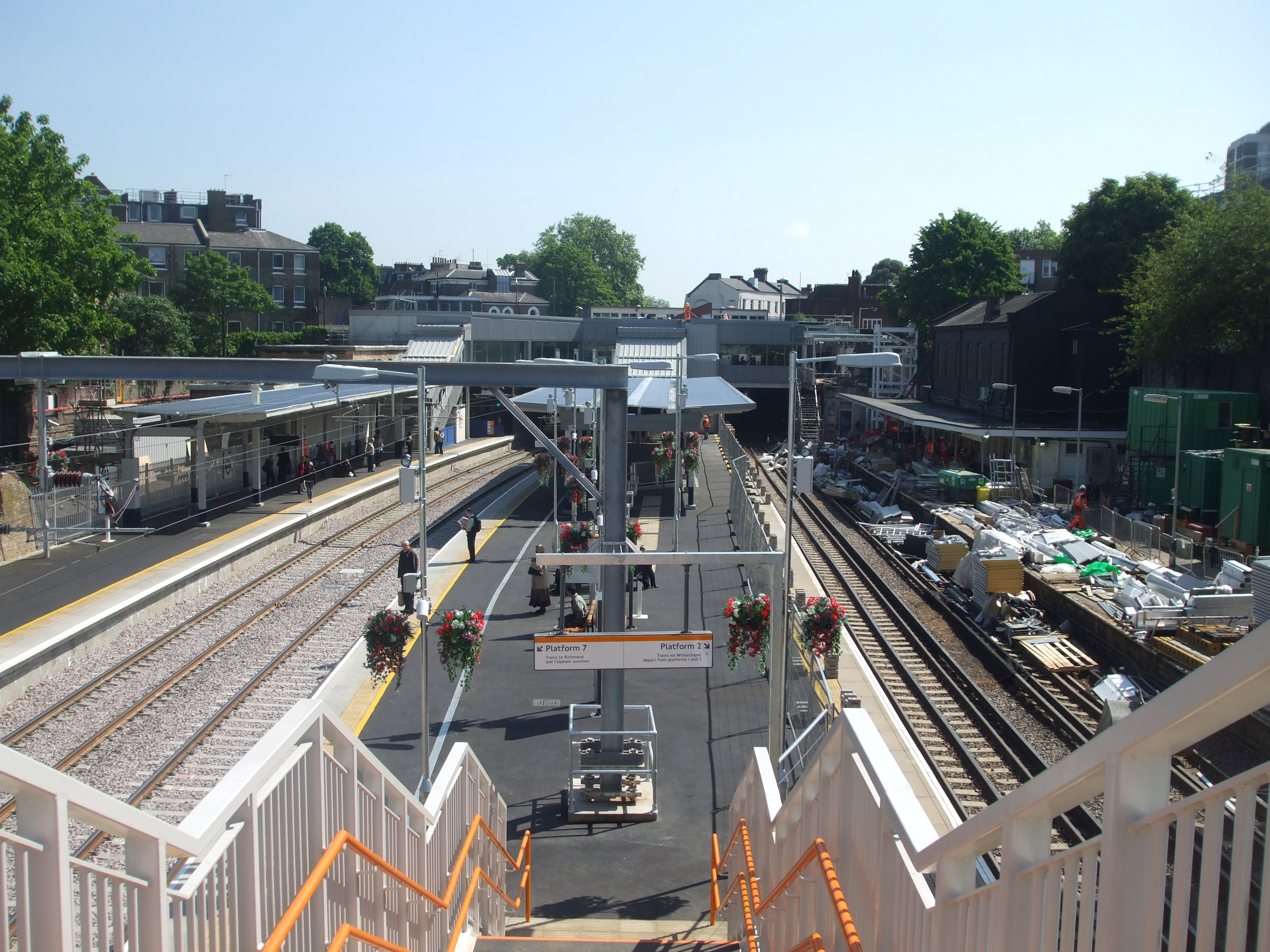
Blick auf die Bahnsteige

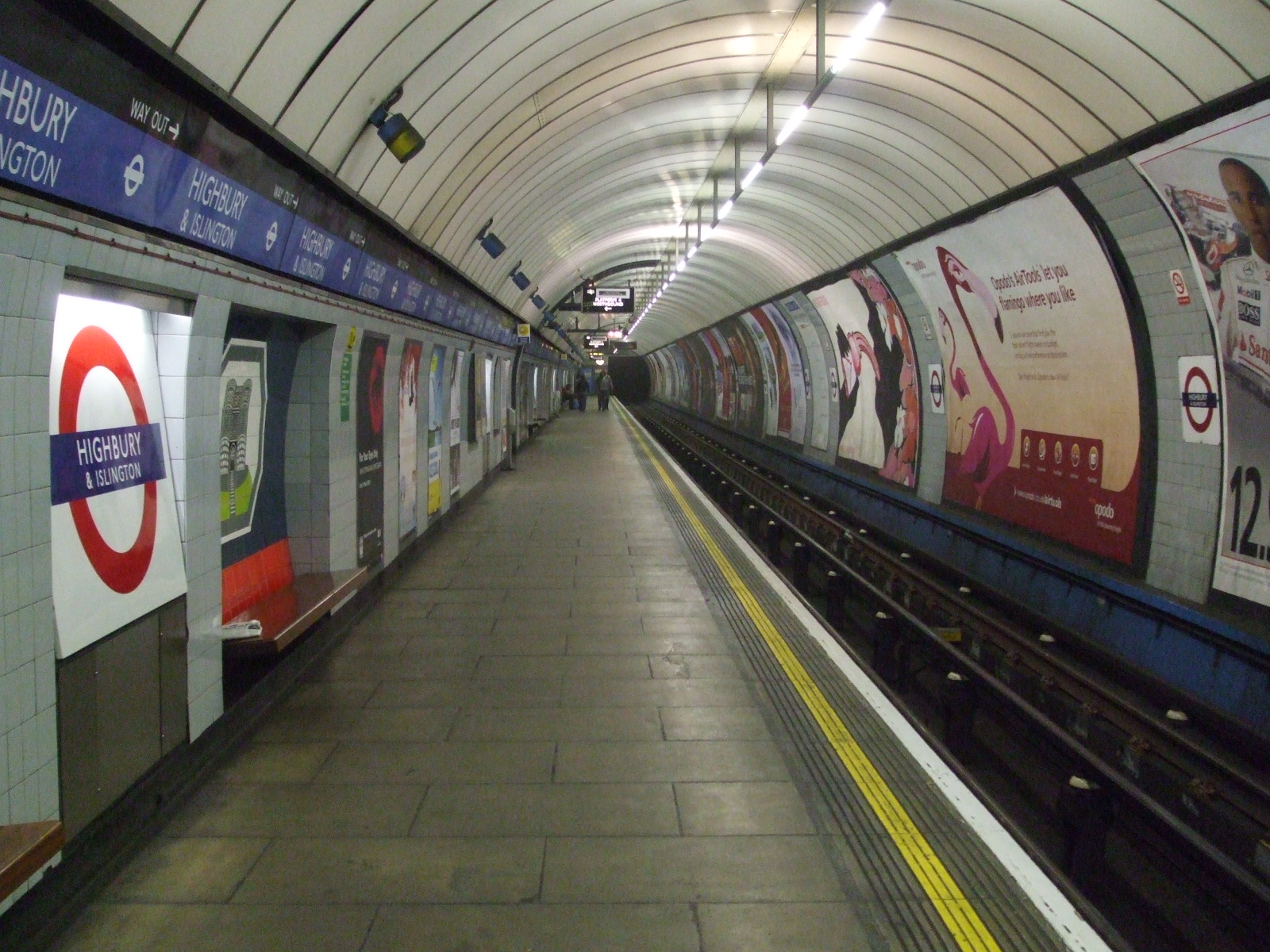
Nordwärts führender Bahnsteig der Victoria Line

Auf zwei Ebenen kreuzen sich drei verschiedene Bahnlinien. Die erste Ebene besteht aus einem Bahnhof der North London Line (NLL). Diese von London Overground betriebene Eisenbahnstrecke verläuft in Ost-West-Richtung und umfährt als Halbringlinie das Stadtzentrum von London. Außerdem ist hier der nördliche Endpunkt der East London Line. Die zweite Ebene befindet sich wenige Meter unterhalb der Fernverkehrsstraße A1. Hier verläuft in Nord-Süd-Richtung die Northern City Line (NCL), die Montag bis Freitag von Vorortszügen der Gesellschaft First Capital Connect bedient wird (an Wochenenden ist der Betrieb eingestellt). Parallel zur Northern City Line verlaufen die Gleise der Victoria Line, einer Linie der London Underground.

## Geschichte
Der Bahnhof Highbury & Islington entstand aus der Zusammenlegung zweier früherer Bahnhöfe. Der erste stand auf dem Gelände des heutigen Bahnhofsgebäudes. Er war 1872 von der North London Railway errichtet worden und war ein eindrückliches Gebäude im neugotischen Stil, mit einer Vorfahrt für Pferdekutschen. Die Strecke bestand zwar schon seit 1850, war aber zuvor nur von Güterzügen befahren worden, die von den Docklands in Richtung Birmingham unterwegs waren.
Auf der gegenüberliegenden Seite der Holloway Road befand sich der zweite Bahnhof der Great Northern & City Railway (GN&CR), an der Strecke zwischen Finsbury Park und Moorgate. Eröffnet wurde der Bahnhof am 28. Juni 1904, rund viereinhalb Monate nach Inbetriebnahme der Strecke. Diese später als Northern City Line bezeichnete Strecke wurde 1913 von der Metropolitan Railway erworben und ab 1933 als Teil der Northern Line betrieben.
Am 27. Juni 1944 zerstörte ein deutscher V1-Marschflugkörper den größten Teil des NLR-Bahnhofs, nur wenige Elemente blieben erhalten. Das heutige einstöckige Gebäude entstand in den 1960er Jahren im Zuge der Errichtung der Victoria Line. Nach dem Einbau von Rolltreppen wurde das Gebäude der GN&CR geschlossen. Nach einer Renovation im Jahr 2006 beherbergt es Signaleinrichtungen für die U-Bahn.
Die Eröffnung des ersten Abschnitts der Victoria Line erfolgte am 1. September 1968. Highbury & Islington war für kurze Zeit die südliche Endstation, bevor die Linie am 1. Dezember desselben Jahres weiter in Richtung Innenstadt zur Warren Street verlängert wurde. Der U-Bahn-Betrieb auf der Northern City Line endete am 4. Oktober 1975, um den Umbau der Station zu ermöglichen (Bau von zwei neuen Bahnsteigen). British Rail übernahm die Strecke und nahm am 16. August 1976 den Betrieb wieder auf. Nach der Privatisierung von British Rail im Jahr 1994 übernahm WAGN den Betrieb der Vorortszüge, seit dem 1. April 2006 ist First Capital Connect dafür zuständig.
Am 11. November 2007 übernahm Transport for London die bisher von Silverlink erbrachten Leistungen auf der North London Line und führt diese seither unter der Bezeichnung London Overground. Seit März 2011 ist Highbury & Islington die nördliche Endstation der verlängerten East London Railway, die ebenfalls als Teil von London Overground betrieben wird. Im Rahmen der Herrichtung für den Overground wurde dieser Teil auch barrierefrei ausgebaut.

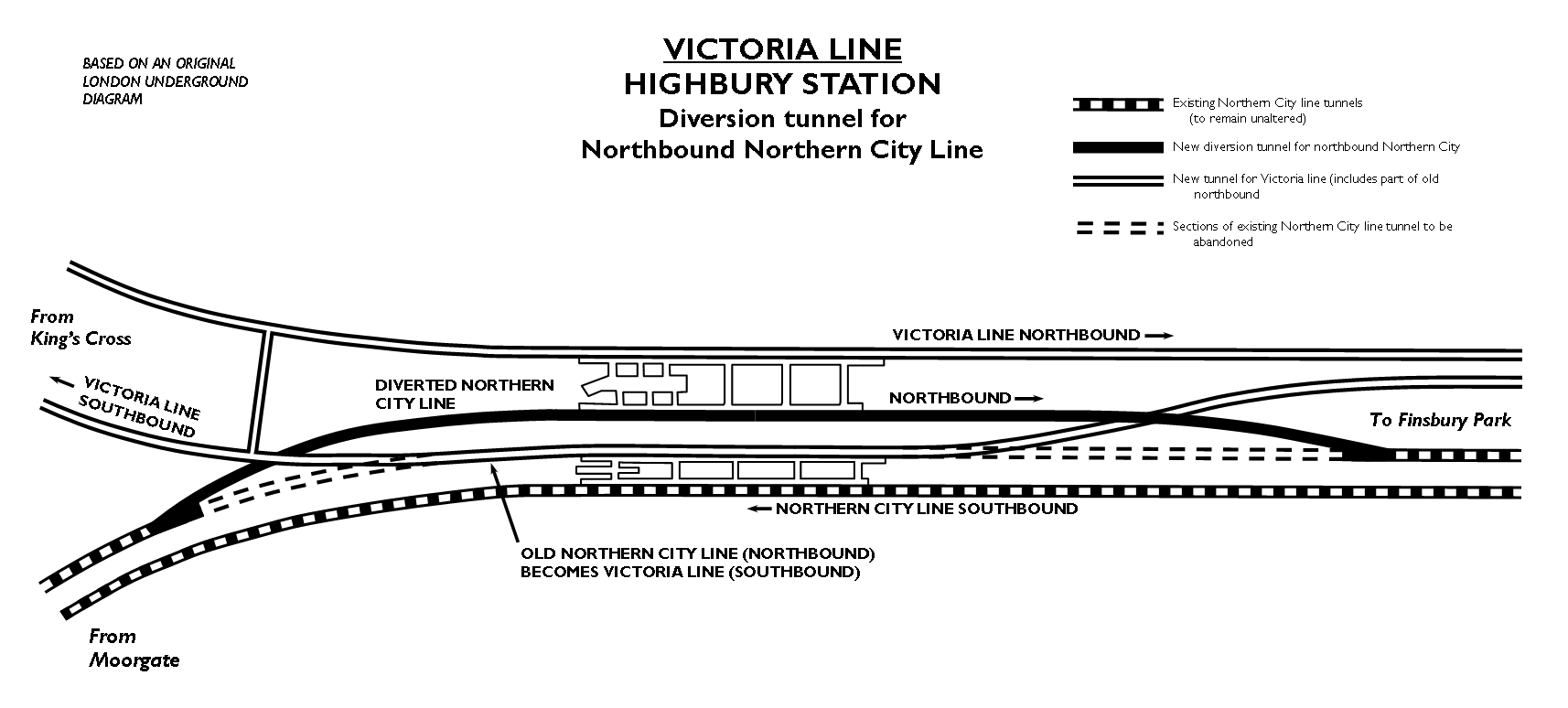
Planskizze der Station der Northern City Line und der Victoria Line